# 巴坎斯湖
57°01′57″N 26°27′49″E / 57.03250°N 26.46361°E

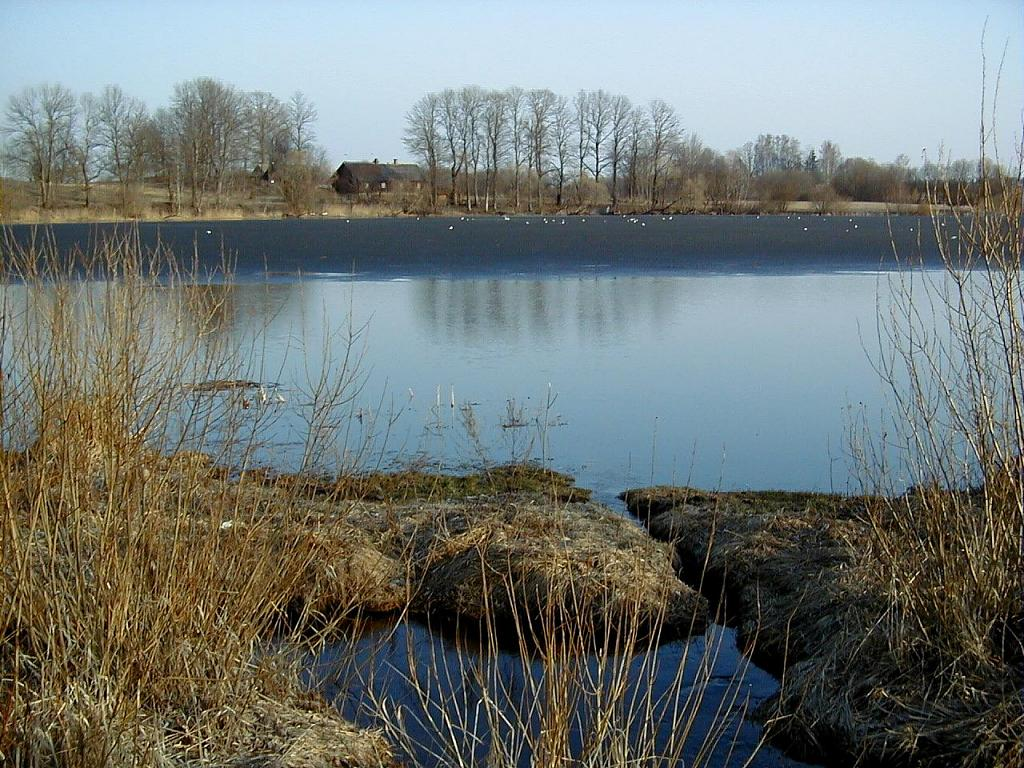
巴坎斯湖

巴坎斯湖（拉脫維亞語：Bakans ezers）是拉脫維亞的湖泊，長0.4公里、寬0.3公里，面積0.07平方公里，海拔高度113.9米，平均水深3米，最大水深3.7米，該湖東岸有國家考古遺址。